# U.S. Men's Clay Court Championships 2013
U.S. Men's Clay Court Championships 2013 byl tenisový turnaj pořádaný jako součást mužského okruhu ATP World Tour, který se hrál v areálu River Oaks Country Club na otevřených antukových dvorcích. Konal se mezi 8. až 14. dubnem 2013 v texaském Houstonu jako 45. ročník turnaje.
Turnaj s rozpočtem 455 755 dolarů patřil do kategorie ATP World Tour 250. Nejvýše nasazeným hráčem ve dvouhře se stal dvanáctý hráč světa Nicolás Almagro ze Španělska, jenž ve finále nestačil na Johna Isnera.

## Mužská dvouhra

### Nasazení
| Stát          | Hráč              | ATP1) | Nasazení |
| ------------- | ----------------- | ----- | -------- |
| Španělsko     | Nicolás Almagro   | 12.   | 1.       |
| Německo       | Tommy Haas        | 14.   | 2.       |
| Argentina     | Juan Mónaco       | 19.   | 3.       |
| Spojené státy | Sam Querrey       | 20.   | 4.       |
| Spojené státy | John Isner        | 23.   | 5.       |
| Španělsko     | Fernando Verdasco | 30.   | 6.       |
| Itálie        | Paolo Lorenzi     | 57.   | 7.       |
| Spojené státy | Michael Russell   | 73.   | 8.       |

- 1) Žebříček ATP k 1. dubnu 2013.

### Jiné formy účasti
Následující hráči obdrželi divokou kartu do hlavní soutěže:
- Steve Johnson
- Jack Sock
- Rhyne Williams

Následující hráči postoupili z kvalifikace:
- Facundo Argüello
- Robby Ginepri
- Bradley Klahn
- Gerald Melzer
  -  Ivo Karlović – jako šťastný poražený

### Odhlášení
před zahájením turnaje
- Carlos Berlocq
- Leonardo Mayer
- Sam Querrey

## Mužská čtyřhra

### Nasazení
| Stát          | Hráč              | Stát               | Hráč           | ATP1) | Nasazení |
| ------------- | ----------------- | ------------------ | -------------- | ----- | -------- |
| Spojené státy | Bob Bryan         | Spojené státy      | Mike Bryan     | 2.    | 1.       |
| Mexiko        | Santiago González | Spojené státy      | Scott Lipsky   | 61.   | 2.       |
| Filipíny      | Treat Conrad Huey | Spojené království | Dominic Inglot | 65.   | 3.       |
| Spojené státy | Eric Butorac      | Izrael             | Jonatan Erlich | 99.   | 4.       |

- 1) Žebříček ATP k 1. dubnu 2013; číslo je součtem umístění obou členů páru.

### Jiné formy účasti
Následující páry obdržely divokou kartu do hlavní soutěže:
- Steve Johnson /  Jack Sock
- Fernando Verdasco /  Mischa Zverev

## Přehled finále

### Mužská dvouhra
- John Isner vs.  Nicolás Almagro, 6–3, 7–5

### Mužská čtyřhra
- Jamie Murray /  John Peers vs.  Bob Bryan /  Mike Bryan, 1–6, 7–6(7–3), [12–10]